# Studio Beseda
Studio Beseda je komorní scéna Klicperova divadla v Hradci Králové.

## Počátky divadla
Historie Besedy sahá do 80. let 20. století, kdy se ze zkušebny a skladu kulis zrodila druhá scéna Klicperova divadla. S divadelnictvím je však dům spjat mnohem déle. To byl ještě Hradec Králové vojenská pevnost, psal se podzim roku 1796 a péčí krajského hejtmana Podivína rytíře z Höpflingenu a Bergendorfu bylo zřízeno stálé divadlo. Za peníze z veřejných sbírek přistavěli k domu „U Zlatého orla“ jeviště a herecké šatny. A že pozemek vlastního domu nestačil, musel kus své zahrady oželet pevnostní velitel. Právě němečtí důstojníci byli častými návštěvníky divadla. Už v lednu 1798 do Hradce přišly dva bataliony a společně s měšťany podle pramenů „v novém teatrum komedie prováděli“. Za každé představení museli ochotníci odvádět 3 zlaté - dva zlaté dostával majitel domu, zbytek pak putoval na zřízení městské nemocnice a na chudé a nemocné. Pokud zavítala k „orlovi“ kočovná divadelní společnost a hrála zde delší dobu, musela každé 3 měsíce sehrát jedno dobročinné představení.

## Působení Václava Klimenta Klicpery
Hrálo se výhradně v němčině pro německy mluvící důstojníky a měšťany. Teprve s příchodem Václava Klimenta Klicpery v roce 1819 se zdálo, že by se situace mohla změnit. Ochotníci ho ale marně přemlouvali, aby uvedl nějakou ze svých her. Klicpera se obával malé návštěvnosti a případného výsměchu českému divadlu. Také pochyboval, jestli by se v Hradci vůbec našli čeští herci. Když naléhala i jeho manželka Anna a přítel Josef Vladimír Pelikán, Klicpera svolil k uvedení Veselohry na mostě a Rohovína čtverrohého. Dne 24. března 1833 sehráli hradeckou premiéru ochotníci z řad úředníků a měšťanů, mezi nimiž byla také Klicperova manželka. Zapojil se i J. V. Pelikán, který si v případě výpadků paměti pomáhal slovy: „Kdesi cosi, dlouhé šosy.“ A tak si ho Klicpera v zákulisí dobíral: „Ale Vladimíre, co to máte stále s těmi šosy?“ V některých inscenacích hrál i sám Klicpera, pokud mu veřejné vystupování jako profesorovi na gymnáziu nezakázali. Nicméně Klicpera sám se o zrod českých představení staral jako režisér, dramaturg a ředitel.
Další léta se potýkalo české divadlo se zákazy, které iniciovali němečtí důstojníci. Nelíbil se jim počet českých představení.
Mezitím byl chátrající „Zlatý orel“ přestavěn v roce 1838 zásluhou hejtmana V. Hrdličky a pevnostního velitele Wolfganga Laimla rytíře z Dědiny. Během přestavby se zvětšilo jeviště, zřídila šatna, zvýšil počet lóží (na 4 po každé straně hlediště) a místo obyčejných lavic byla pořízena číslovaná sedadla. Hlediště mělo partner i galerii. V obloucích proti lóžím bylo místo pro biskupa, pevnostního velitele, krajského hejtmana, purkmistra (dnešní starosta či primátor), štábní důstojníky a kamerálního radu (finanční náměstek). Dekorace maloval pražský divadelní malíř Mössner (pracoval pro Stavovské divadlo a Prozatímní divadlo) a malíř Aichbauer. Celkem se jednalo o 20 dekorací (např. gotický sál, Šedivý a červený pokoj, les, zahrada, vězení, město, hory, vesnice, přímořská krajina, zimní krajina a horizont s mraky) a jednu oponu, která je dnes uložena v hradeckém Muzeu Východních Čech. Mössner na oponu z červeného sametu namaloval pohled na Hradec Králové od Zámečku. S přestavbou se začalo v říjnu 1838 a v prosinci byla dokončena. Při slavnostním otevření dne 1. ledna 1839 tedy na Nový rok měl proslov Václav Kliment Klicpera a následovala německá veselohra, resp. úprava Zschokkeovy povídky Dobrodružství novoroční noci (Die Abenteurer einer Neujahrsnacht).
Přes veškeré úsilí se ukázalo, že nově vybudované prostory nestačí. Proto už 3. ledna 1839 bylo s majiteli domu Černíkovskými dohodnuto, že ze svého pokoje vybourají dveře na jeviště. Herci tak získali další šatnu a manželé dostávali na každé představení dva volné lístky do druhé řady.
V rychlém sledu se na programu střídaly činohry, veselohry a frašky. Jen zřídka se hrály tragédie, protože na ně chodilo jen málo diváků. Z české dramatické tvorby se hrají Klicpera a Tyl, také překlady Štěpánka a Chmely. Vrcholem pak byly opery, zejména Škroupův Dráteník. Kostýmy se půjčovaly z pražského Stavovského divadla. Společně s ochotníky zde hrály i kočovné společnosti.
V roce 1846 dostal Klicpera nabídku ze staroměstského gymnázia v Praze, a tak se s Hradcem Králové loučil po svém 27letém pobytu. Žáci mu po jeho proslovu sehráli hru „Uhlířka“ a uspořádali pochod k domu, kde bydlel. Klicperův odkaz převzala Jednota divadelních ochotníků, která později přijala Klicperovo jméno.

## Útlum divadla „U Zlatého orla“ a zrod Klicperova divadla
„U Zlatého orla“ se hrálo až do roku 1877, kdy byly prostory uzavřeny z důvodu nevhodných technických podmínek pro provoz divadla. V té době továrník V. F. Červený podal Jednotě divadelních ochotníků návrh, aby „započali střádat kapitál“ k výstavbě nového důstojného stánku a městská rada, aby zdarma poskytla potřebný pozemek. Město několikrát stavbu divadla zahrnulo do svého programu a také několikrát od ní upustilo, neboť se objevily obavy z vysokých nákladů, nepochopení a zaujatost proti kulturním povinnostem města. Ochotníci zvolili cestu pasivního vzdoru a přestali hrát, dokud se divadlo nepostaví. Pro nečinnost ale mohli být podle zákona rozpuštěni, takže jim nezbylo nic jiného než zákaz hraní „u Orla“ uprosit a dál hrát v nevyhovujících podmínkách. Zákazy hraní byly však nově zdůvodňovány absencí nouzových východů pro případ požáru. Stav se tak musel neodkladně řešit. Město nařídilo majiteli domu provést nezbytné stavební úpravy. Ten však s věcí nechtěl mít nic společného. Spor město řešilo za pomoci pražského právníka Dr. Emila Hermanna (bratra spisovatele Ignáta Hermanna). Nakonec potomci majitele s přestavbou souhlasili a v roce 1882 nutné úpravy provedli. V témže roce si prostory pronajala Živnostensko-čtenářská jednota. Ta za několik let přešla pod kulturně-politický spolek Beseda, od kterého tehdejší dům „u Zlatého orla“ přejal dnešní název.
Věci kolem výstavby nového divadla se začaly měnit k lepšímu až s nástupem L. J. Pospíšila na pozici starosty, a tak bylo v roce 1881 zapsáno memorandum se žádostí o jeho stavbu. V roce 1885 bylo Klicperovo divadlo slavnostně otevřeno. Působení v nových prostorách však netrvalo dlouho. Po sehrání představení „Poslední vůle césara Girrodota“ se totiž ve zdivu novostavby směrem do parku objevily trhliny a část zdiva se zřítila. Divadelníci se museli na čas vrátit zpátky k „orlovi“.
V roce 1887 byla provedena vnitřní přestavba divadla o místnost s kulečníkem a čítárnu. Čtenářská jednota zde ještě několik let inscenovala jednoaktová dramata.

## Studio Beseda
Začátkem dvacátého století se měnil dům na hostinec, postupně však chátral a v roce 1971 jej opustil poslední nájemník. Tehdejšímu Divadlu vítězného února sloužil především jako skladiště a zkušebna. Až v roce 1981 požádalo vedení divadla o povolení stavebních úprav a vzniklo tak studio Beseda.